# Volta a Àustria 2018
La Volta a Àustria 2018, 70a edició de la Volta a Àustria, es disputà entre el 7 i el 14 de juliol de 2018 sobre un recorregut de 1.163,7 km distribuïts en vuit etapes. La cursa formava part del calendari de l'UCI Europa Tour 2018, amb una categoria 2.HC.
El vencedor final fou el belga Ben Hermans (Israel Cycling Academy). En segona posició finalitzà Hermann Pernsteiner (Bahrain-Merida) i completà el podi Dario Cataldo (Team Astana).

## Equis
L'organització convidà a prendre part en la cursa a quatre equips UCI WorldTeam, nou equips continentals professionals i set equips continentals:
| WorldTeams (4)- Astana - Bahrain-Merida - Dimension Data - EF Education First-Drapac p/b Cannondale Equips continentals professionals (9)- Aqua Blue Sport - Bardiani CSF - CCC Sprandi Polkowice - Delko-Marseille Provence-KTM - Gazprom-RusVelo - Israel Cycling Academy - Roompot-Nederlandse Loterij - Vérandas Willems-Crelan - Wanty-Groupe Gobert Equips continentals (7)- Adria Mobil - Felbermayr Simplon Wels - Hrinkow Advarics Cycleang - My Bike-Stevens - Tirol Cycling Team - Vorarlberg-Santic - WSA-Pushbikers |
| |

## Etapes
| Etapa    | Data      | Ciutats d'etapa                        | type                    | Distància (km) | Vencedor de l'etapa | Líder de la general |
| -------- | --------- | -------------------------------------- | ----------------------- | -------------- | ------------------- | ------------------- |
| 1a etapa | 7 de jul  | Feldkirch – Feldkirch                  | etapa accidentada       | 152,8          | Matej Mohorič       | Matej Mohorič       |
| 2a etapa | 8 de jul  | Feldkirch – Fulpmes                    | etapa de mitja muntanya | 181,5          | Giovanni Visconti   | Giovanni Visconti   |
| 3a etapa | 9 de jul  | Kufstein – Kitzbüheler Horn            | etapa de muntanya       | 133,6          | Ben Hermans         | Ben Hermans         |
| 4a etapa | 10 de jul | Kitzbühel – Prägraten am Großvenediger | etapa de mitja muntanya | 143            | Giovanni Visconti   | Ben Hermans         |
| 5a etapa | 11 de jul | Matrei in Osttirol – Großglockner      | etapa de muntanya       | 92,9           | Pieter Weening      | Ben Hermans         |
| 6a etapa | 12 de jul | Knittelfeld – Wenigzell                | etapa de mitja muntanya | 167,4          | Aleksei Lutsenko    | Ben Hermans         |
| 7a etapa | 13 de jul | Waidhofen an der Ybbs – Sonntagberg    | etapa de mitja muntanya | 129,3          | Antonio Nibali      | Ben Hermans         |
| 8a etapa | 14 de jul | Scheibbs – Wels                        | etapa accidentada       | 163,2          | Giovanni Visconti   | Ben Hermans         |

## Classificació final
| \| Classificació general \| Classificació general \| Classificació general \| Classificació general \| Classificació general \| \| Corredor \| Corredor \| Equip \| Temps \| \| \| --------------------- \| --------------------- \| ---------------------------- \| --------------------- \| --------------------- \| \| 1r \| Ben Hermans \| Israel Cycling Academy \| 29h 11' 51" \| \| \| 2n \| Hermann Pernsteiner \| Bahrain-Merida \| + 18" \| \| \| 3r \| Dario Cataldo \| Astana \| + 44" \| \| \| 4t \| Patrick Schelling \| Team Vorarlberg-Santic \| + 1' 01" \| \| \| 5è \| Riccardo Zoidl \| Felbermayr Simplon Wels \| + 1' 12" \| \| \| 6è \| Javier Moreno Bazán \| Delko-Marseille Provence-KTM \| + 1' 21" \| \| \| 7è \| Ángel Madrazo Ruiz \| Delko-Marseille Provence-KTM \| + 1' 41" \| \| \| 8è \| Giovanni Carboni \| Bardiani CSF \| + 1' 58" \| \| \| 9è \| Matteo Badilatti \| Team Vorarlberg-Santic \| + 2' 13" \| \| \| 10è \| Artiom Nitx \| Gazprom-RusVelo \| + 2' 18" \| \| |                     |                              |             |
| |                     |                              |             |
| Font: ProCyclingStats |                     |                              |             |
| Classificació general |                     |                              |             |
| Corredor | Corredor            | Equip                        | Temps       |
| 1r | Ben Hermans         | Israel Cycling Academy       | 29h 11' 51" |
| 2n | Hermann Pernsteiner | Bahrain-Merida               | + 18"       |
| 3r | Dario Cataldo       | Astana                       | + 44"       |
| 4t | Patrick Schelling   | Team Vorarlberg-Santic       | + 1' 01"    |
| 5è | Riccardo Zoidl      | Felbermayr Simplon Wels      | + 1' 12"    |
| 6è | Javier Moreno Bazán | Delko-Marseille Provence-KTM | + 1' 21"    |
| 7è | Ángel Madrazo Ruiz  | Delko-Marseille Provence-KTM | + 1' 41"    |
| 8è | Giovanni Carboni    | Bardiani CSF                 | + 1' 58"    |
| 9è | Matteo Badilatti    | Team Vorarlberg-Santic       | + 2' 13"    |
| 10è | Artiom Nitx         | Gazprom-RusVelo              | + 2' 18"    |

## Evolució de les classificacions
| Etapa | Vencedor          | Classificació general Führungstrikot | Classificació per punts Punktetrikot | Classificació de la muntanya Bergtrikot | Classificació dels austríacs | Classificació per equips |
| ----- | ----------------- | ------------------------------------ | ------------------------------------ | --------------------------------------- | ---------------------------- | ------------------------ |
| 1     | Matej Mohorič     | Matej Mohorič                        | Matej Mohorič                        | Aaron Gate                              | Stephan Rabitsch             | Israel Cycling Academy   |
| 2     | Giovanni Visconti | Giovanni Visconti                    | Giovanni Visconti                    | Aaron Gate                              | Stephan Rabitsch             | Aqua Blue Sport          |
| 3     | Ben Hermans       | Ben Hermans                          | Giovanni Visconti                    | Aaron Gate                              | Hermann Pernsteiner          | Bahrain-Merida           |
| 4     | Giovanni Visconti | Ben Hermans                          | Giovanni Visconti                    | Aaron Gate                              | Hermann Pernsteiner          | Bahrain-Merida           |
| 5     | Pieter Weening    | Ben Hermans                          | Giovanni Visconti                    | Aaron Gate                              | Hermann Pernsteiner          | Bahrain-Merida           |
| 6     | Alexey Lutsenko   | Ben Hermans                          | Giovanni Visconti                    | Aaron Gate                              | Hermann Pernsteiner          | Bahrain-Merida           |
| 7     | Antonio Nibali    | Ben Hermans                          | Matej Mohorič                        | Aaron Gate                              | Hermann Pernsteiner          | Bahrain-Merida           |
| 8     | Giovanni Visconti | Ben Hermans                          | Giovanni Visconti                    | Aaron Gate                              | Hermann Pernsteiner          | Bahrain-Merida           |
| Final | Final             | Ben Hermans                          | Giovanni Visconti                    | Aaron Gate                              | Hermann Pernsteiner          | Bahrain-Merida           |